# Almannagjá

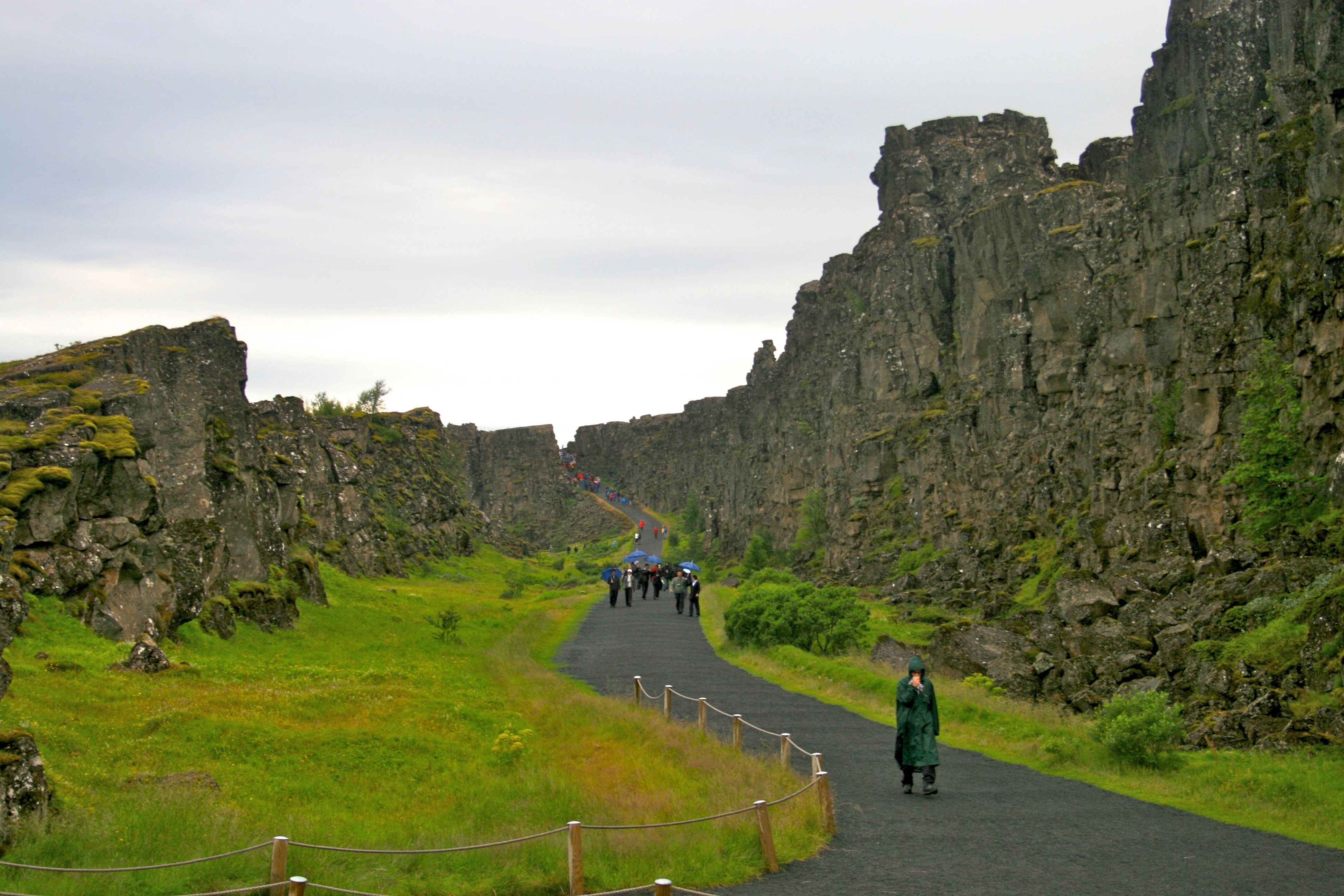
Almannagjá i Þingvellir

Almannagjá är en ravin som finns i Þingvellir nationalpark på Island. Den är en av de viktigaste sevärdheterna i nationalparken. Almannagjá markerar den östra gränsen för Nordamerikanska kontinentalplattan.
Ån Öxará rinner genom klyftan och bildar vattenfallet Öxarárfoss. Intill Almannagjá och Þingvellir finns Islands största sjö, Þingvallavatn. 
Islands parlament, Alltinget, grundades i Þingvellir år 930.